# Eleições autárquicas portuguesas de 1985 no distrito de Beja
| Eleições autárquicas portuguesas de 1985 Distritos: Aveiro \| Beja \| Braga \| Bragança \| Castelo Branco \| Coimbra \| Évora \| Faro \| Guarda \| Leiria \| Lisboa \| Portalegre \| Porto \| Santarém \| Setúbal \| Viana do Castelo \| Vila Real \| Viseu \| Açores \| Madeira |

## Resultados por concelho
Os resultados nos concelhos do distrito de Beja foram os seguintes:

### Aljustrel
| Partido                 | Partido                   | Votos  | %               | +/-  | Vereadores | +/-     |
| ----------------------- | ------------------------- | ------ | --------------- | ---- | ---------- | ------- |
|                         | Aliança Povo Unido        | 4 401  | 61,67 / 100,00  | 0,10 | 5 / 7      | 1       |
|                         | Partido Socialista        | 2 215  | 31,04 / 100,00  | 9,42 | 2 / 7      | 1       |
|                         | União Democrática Popular | 249    | 3,49 / 100,00   | 1,88 | 0 / 7      | Estável |
| Votos Inválidos         | Votos Inválidos           | 271    | 3,80 / 100,00   | 0,02 |            |         |
| Total                   | Total                     | 7 136  | 100,00 / 100,00 |      | 7 / 7      | 2       |
| Eleitorado/Participação | Eleitorado/Participação   | 10 093 | 70,70 / 100,00  | 9,64 |            |         |

### Almodôvar
| Partido                 | Partido                       | Votos | %               | +/-   | Vereadores | +/-  |
| ----------------------- | ----------------------------- | ----- | --------------- | ----- | ---------- | ---- |
|                         | Partido Socialista            | 3 178 | 55,36 / 100,00  | 14,27 | 4 / 5      | 2    |
|                         | Aliança Povo Unido            | 1 186 | 20,66 / 100,00  | 13,06 | 1 / 5      | 1    |
|                         | Partido Social Democrata      | 686   | 11,95 / 100,00  | 9,34  | 0 / 5      | 1    |
|                         | Partido Renovador Democrático | 490   | 8,54 / 100,00   | Novo  | 0 / 5      | Novo |
| Votos Inválidos         | Votos Inválidos               | 201   | 3,50 / 100,00   | 0,40  |            |      |
| Total                   | Total                         | 5 741 | 100,00 / 100,00 |       | 5 / 5      |      |
| Eleitorado/Participação | Eleitorado/Participação       | 8 436 | 68,05 / 100,00  | 0,01  |            |      |

### Alvito
| Partido                 | Partido                  | Votos | %               | +/-  | Vereadores | +/- |
| ----------------------- | ------------------------ | ----- | --------------- | ---- | ---------- | --- |
|                         | Partido Social Democrata | 977   | 55,45 / 100,00  | -    | 3 / 5      | -   |
|                         | Aliança Povo Unido       | 703   | 39,90 / 100,00  | 7,78 | 2 / 5      | 1   |
| Votos Inválidos         | Votos Inválidos          | 82    | 4,66 / 100,00   | 1,03 |            |     |
| Total                   | Total                    | 1 762 | 100,00 / 100,00 |      | 5 / 5      |     |
| Eleitorado/Participação | Eleitorado/Participação  | 2 278 | 77,35 / 100,00  | 4,89 |            |     |

### Barrancos
| Partido                 | Partido                 | Votos | %               | +/-  | Vereadores | +/- |
| ----------------------- | ----------------------- | ----- | --------------- | ---- | ---------- | --- |
|                         | Aliança Povo Unido      | 951   | 71,88 / 100,00  | 8,80 | 4 / 5      | 1   |
|                         | Partido Socialista      | 305   | 23,05 / 100,00  | 9,93 | 1 / 5      | 1   |
| Votos Inválidos         | Votos Inválidos         | 67    | 5,07 / 100,00   | 1,13 |            |     |
| Total                   | Total                   | 1 323 | 100,00 / 100,00 |      | 5 / 5      |     |
| Eleitorado/Participação | Eleitorado/Participação | 1 644 | 80,47 / 100,00  | 4,97 |            |     |

### Beja
| Partido                 | Partido                   | Votos  | %               | +/-   | Vereadores | +/-     |
| ----------------------- | ------------------------- | ------ | --------------- | ----- | ---------- | ------- |
|                         | Aliança Povo Unido        | 9 900  | 51,09 / 100,00  | 0,58  | 4 / 7      | Estável |
|                         | Partido Socialista        | 5 349  | 27,60 / 100,00  | 1,05  | 2 / 7      | Estável |
|                         | Partido Social Democrata  | 3 019  | 15,58 / 100,00  | -     | 1 / 7      | -       |
|                         | União Democrática Popular | 420    | 2,17 / 100,00   | 0,23  | 0 / 7      | Estável |
| Votos Inválidos         | Votos Inválidos           | 691    | 3,56 / 100,00   | 0,56  |            |         |
| Total                   | Total                     | 19 379 | 100,00 / 100,00 |       | 7 / 7      |         |
| Eleitorado/Participação | Eleitorado/Participação   | 29 642 | 65,38 / 100,00  | 11,33 |            |         |

### Castro Verde
| Partido                 | Partido                  | Votos | %               | +/-  | Vereadores | +/-     |
| ----------------------- | ------------------------ | ----- | --------------- | ---- | ---------- | ------- |
|                         | Aliança Povo Unido       | 2 883 | 69,45 / 100,00  | 1,07 | 4 / 5      | Estável |
|                         | Partido Socialista       | 736   | 17,73 / 100,00  | 0,78 | 1 / 5      | Estável |
|                         | Partido Social Democrata | 386   | 9,30 / 100,00   | 1,59 | 0 / 5      | Estável |
| Votos Inválidos         | Votos Inválidos          | 146   | 3,51 / 100,00   | 1,89 |            |         |
| Total                   | Total                    | 4 151 | 100,00 / 100,00 |      | 5 / 5      |         |
| Eleitorado/Participação | Eleitorado/Participação  | 6 293 | 65,96 / 100,00  | 8,24 |            |         |

### Cuba
| Partido                 | Partido                 | Votos | %               | +/-   | Vereadores | +/-     |
| ----------------------- | ----------------------- | ----- | --------------- | ----- | ---------- | ------- |
|                         | Aliança Povo Unido      | 2 042 | 67,89 / 100,00  | 5,07  | 4 / 5      | Estável |
|                         | Partido Socialista      | 785   | 26,10 / 100,00  | 4,43  | 1 / 5      | Estável |
| Votos Inválidos         | Votos Inválidos         | 181   | 6,02 / 100,00   | 0,62  |            |         |
| Total                   | Total                   | 3 008 | 100,00 / 100,00 |       | 5 / 5      |         |
| Eleitorado/Participação | Eleitorado/Participação | 4 699 | 64,01 / 100,00  | 12,20 |            |         |

### Ferreira do Alentejo
| Partido                 | Partido                  | Votos | %               | +/-   | Vereadores | +/-     |
| ----------------------- | ------------------------ | ----- | --------------- | ----- | ---------- | ------- |
|                         | Aliança Povo Unido       | 3 124 | 53,61 / 100,00  | 1,02  | 3 / 5      | Estável |
|                         | Partido Socialista       | 2 101 | 36,06 / 100,00  | 1,59  | 2 / 5      | Estável |
|                         | Partido Social Democrata | 401   | 6,88 / 100,00   | -     | 0 / 5      | -       |
| Votos Inválidos         | Votos Inválidos          | 201   | 3,45 / 100,00   | 1,55  |            |         |
| Total                   | Total                    | 5 827 | 100,00 / 100,00 |       | 5 / 5      |         |
| Eleitorado/Participação | Eleitorado/Participação  | 8 893 | 65,52 / 100,00  | 10,06 |            |         |

### Mértola
| Partido                 | Partido                       | Votos | %               | +/-  | Vereadores | +/-  |
| ----------------------- | ----------------------------- | ----- | --------------- | ---- | ---------- | ---- |
|                         | Aliança Povo Unido            | 3 291 | 55,20 / 100,00  | 6,25 | 3 / 5      | 1    |
|                         | Partido Socialista            | 1 693 | 28,40 / 100,00  | 3,88 | 2 / 5      | 1    |
|                         | Partido Renovador Democrático | 674   | 11,30 / 100,00  | Novo | 0 / 5      | Novo |
| Votos Inválidos         | Votos Inválidos               | 304   | 5,10 / 100,00   | 8,92 |            |      |
| Total                   | Total                         | 5 962 | 100,00 / 100,00 |      | 5 / 5      |      |
| Eleitorado/Participação | Eleitorado/Participação       | 9 527 | 62,58 / 100,00  | 7,98 |            |      |

### Moura
| Partido                 | Partido                       | Votos  | %               | +/-   | Vereadores | +/-     |
| ----------------------- | ----------------------------- | ------ | --------------- | ----- | ---------- | ------- |
|                         | Aliança Povo Unido            | 3 971  | 46,00 / 100,00  | 7,84  | 4 / 7      | 1       |
|                         | Partido Socialista            | 2 949  | 34,16 / 100,00  | 2,62  | 2 / 7      | Estável |
|                         | Partido Renovador Democrático | 1 375  | 15,93 / 100,00  | Novo  | 1 / 7      | Novo    |
| Votos Inválidos         | Votos Inválidos               | 338    | 3,91 / 100,00   | 1,46  |            |         |
| Total                   | Total                         | 8 633  | 100,00 / 100,00 |       | 7 / 7      |         |
| Eleitorado/Participação | Eleitorado/Participação       | 16 002 | 53,95 / 100,00  | 12,63 |            |         |

### Odemira
| Partido                 | Partido                   | Votos  | %               | +/-   | Vereadores | +/-     |
| ----------------------- | ------------------------- | ------ | --------------- | ----- | ---------- | ------- |
|                         | Aliança Povo Unido        | 9 040  | 61,66 / 100,00  | 1,91  | 5 / 7      | Estável |
|                         | Partido Socialista        | 2 412  | 16,45 / 100,00  | 1,52  | 1 / 7      | Estável |
|                         | Partido Social Democrata  | 2 272  | 15,50 / 100,00  | -     | 1 / 7      | -       |
|                         | União Democrática Popular | 439    | 2,99 / 100,00   | -     | 0 / 7      | -       |
| Votos Inválidos         | Votos Inválidos           | 499    | 3,40 / 100,00   | 1,36  |            |         |
| Total                   | Total                     | 14 662 | 100,00 / 100,00 |       | 7 / 7      |         |
| Eleitorado/Participação | Eleitorado/Participação   | 24 345 | 60,23 / 100,00  | 10,59 |            |         |

### Ourique
| Partido                 | Partido                  | Votos | %               | +/-   | Vereadores | +/- |
| ----------------------- | ------------------------ | ----- | --------------- | ----- | ---------- | --- |
|                         | Partido Social Democrata | 2 691 | 52,51 / 100,00  | 11,55 | 3 / 5      | 1   |
|                         | Aliança Povo Unido       | 2 290 | 44,68 / 100,00  | 2,25  | 2 / 5      | 1   |
| Votos Inválidos         | Votos Inválidos          | 144   | 2,81 / 100,00   | 2,67  |            |     |
| Total                   | Total                    | 5 125 | 100,00 / 100,00 |       | 5 / 5      |     |
| Eleitorado/Participação | Eleitorado/Participação  | 6 652 | 77,04 / 100,00  | 2,66  |            |     |

### Serpa
| Partido                 | Partido                 | Votos  | %               | +/-   | Vereadores | +/-     |
| ----------------------- | ----------------------- | ------ | --------------- | ----- | ---------- | ------- |
|                         | Aliança Povo Unido      | 6 439  | 60,53 / 100,00  | 3,87  | 5 / 7      | 1       |
|                         | Partido Socialista      | 3 735  | 35,11 / 100,00  | 11,59 | 2 / 7      | Estável |
| Votos Inválidos         | Votos Inválidos         | 463    | 4,35 / 100,00   | 0,05  |            |         |
| Total                   | Total                   | 10 637 | 100,00 / 100,00 |       | 7 / 7      |         |
| Eleitorado/Participação | Eleitorado/Participação | 15 682 | 67,83 / 100,00  | 1,21  |            |         |

### Vidigueira
| Partido                 | Partido                 | Votos | %               | +/-   | Vereadores | +/-     |
| ----------------------- | ----------------------- | ----- | --------------- | ----- | ---------- | ------- |
|                         | Aliança Povo Unido      | 2 659 | 66,89 / 100,00  | 0,60  | 4 / 5      | Estável |
|                         | Partido Socialista      | 1 070 | 26,92 / 100,00  | 11,89 | 1 / 5      | Estável |
| Votos Inválidos         | Votos Inválidos         | 246   | 6,19 / 100,00   | 1,23  |            |         |
| Total                   | Total                   | 3 975 | 100,00 / 100,00 |       | 5 / 5      |         |
| Eleitorado/Participação | Eleitorado/Participação | 5 916 | 67,19 / 100,00  | 5,11  |            |         |